# Dornstadt (Auhausen)

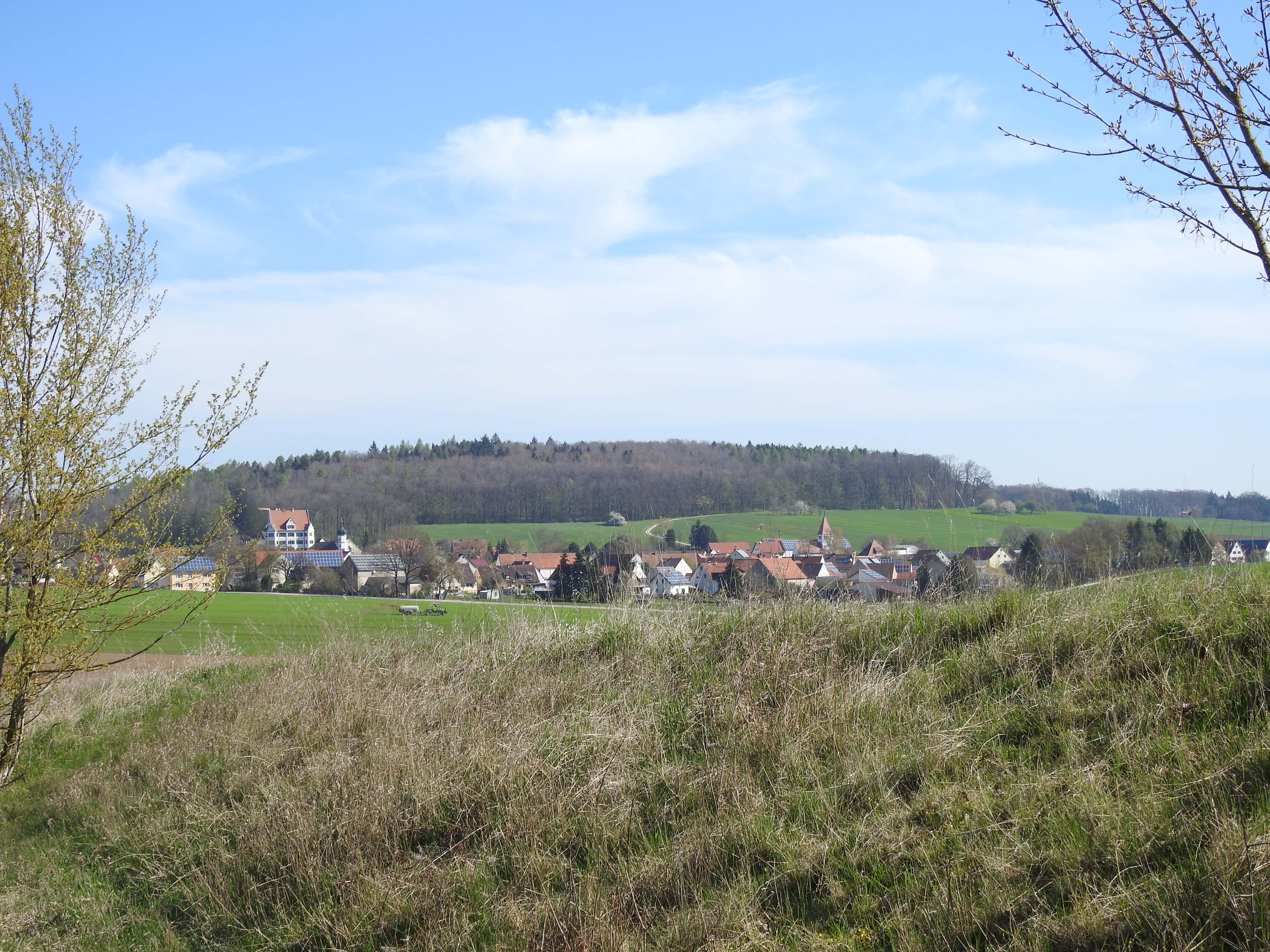
Dornstadt von Süden

Dornstadt ist ein Gemeindeteil der Gemeinde Auhausen im schwäbischen Landkreis Donau-Ries Bayern.

## Geographie
Das Kirchdorf liegt circa zwei Kilometer westlich von Auhausen auf freier Flur. Es ist mit dem nördlich gelegenen Hirschbrunn baulich verbunden. Im Norden und Westen erstreckt sich der Oettinger Forst. Durch den Ort verläuft die Kreisstraße DON 14.

## Geschichte
Dornstadt wurde erstmals 1271 urkundlich erwähnt. Der Ort war im Besitz der Oettinger Grafen.
Am 1. Mai 1978 wurde Dornstadt, bestehend aus dem Hauptort und den Gemeindeteilen Hirschbrunn und Linkersbaindt, im Zuge der Gebietsreform in Bayern nach Auhausen eingegliedert.

## Sonstiges
In dem Ort befindet sich der  Burgstall Dornstadt, eine abgegangene Turmhügelburg. 
Seit dem Jahr 2000 findet bei Dornstadt jährlich im Frühsommer das Musikfestival Wudzdog Open Air statt.